# سیدیرا
سیدیرا (به اسپانیایی: Cedeira) یکی از دهستان‌های اسپانیا است که در Ferrol واقع شده‌است.

## خصوصیات
سیدیرا ۸۵٫۸۶ کیلومترمربع مساحت و ۷٬۱۴۷ نفر جمعیت دارد و ۱۳۷ متر بالاتر از سطح دریا واقع شده‌است.